# Dhërmi
Dhërmi (en albanais : Dhërmiu ; en grec moderne : Δρυμάδες, Drymades) est un village du comté de Vlorë en Albanie qui fait partie de la municipalité de Himarë.

## Géographie
Le village se trouve à 42 kilomètres au sud de la ville de Vlorë et à peu près à la même distance au nord de la ville de Sarandë, dans le sud du pays. Le village est construit sur une pente des monts Cérauniens à environ 200 mètres d'altitude et comprend trois entités, Gjilek, Kondraq (également appelé Kallam) et Dhërmi lui-même. Les montagnes descendent au sud-ouest jusqu'à la côte ionienne et Corfou au sud. À proximité se trouve le village de Palasë. Les habitants de Dhërmi parlent principalement une variante du dialecte grec, l'himariote, caractérisée par des traits archaïques non repris dans le grec standard,. La zone côtière a connu un essor considérable dans la construction de complexes, notamment des villas en bois.
Le village est relié à la ville d'Orikum (en) par une route empruntant le tunnel de Llogara.

## Économie
L'activité principale est le tourisme. Dhërmi est un pôle touristique réputé de la région méditerranéenne et un point d'accès à la baie de Grama.

## Personnalités notables
- Panos Bitsilis, révolutionnaire grec.
- Petro Marko, écrivain albanais et père fondateur de la prose albanaise moderne.

## Galerie

Dhërmi
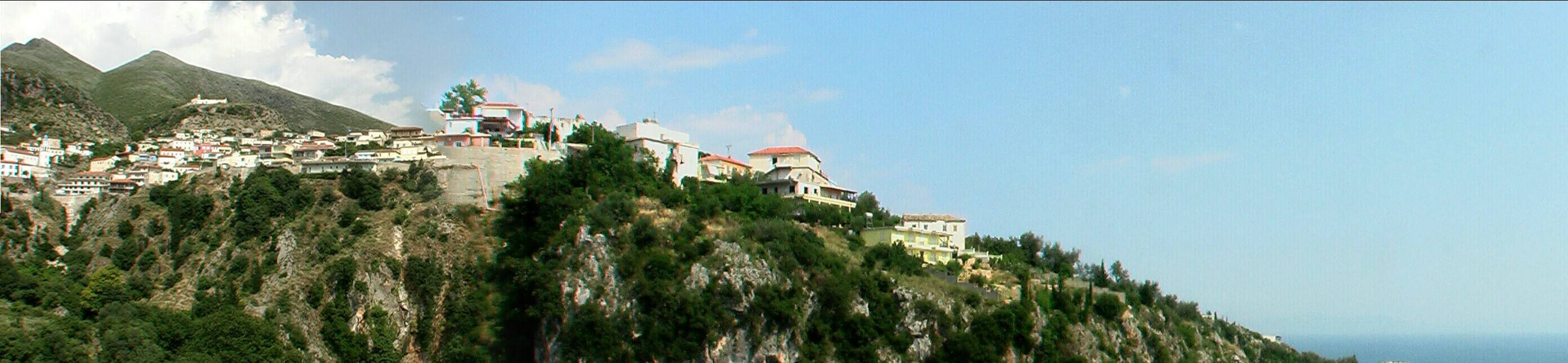
Panorama du village de Dhërmi.
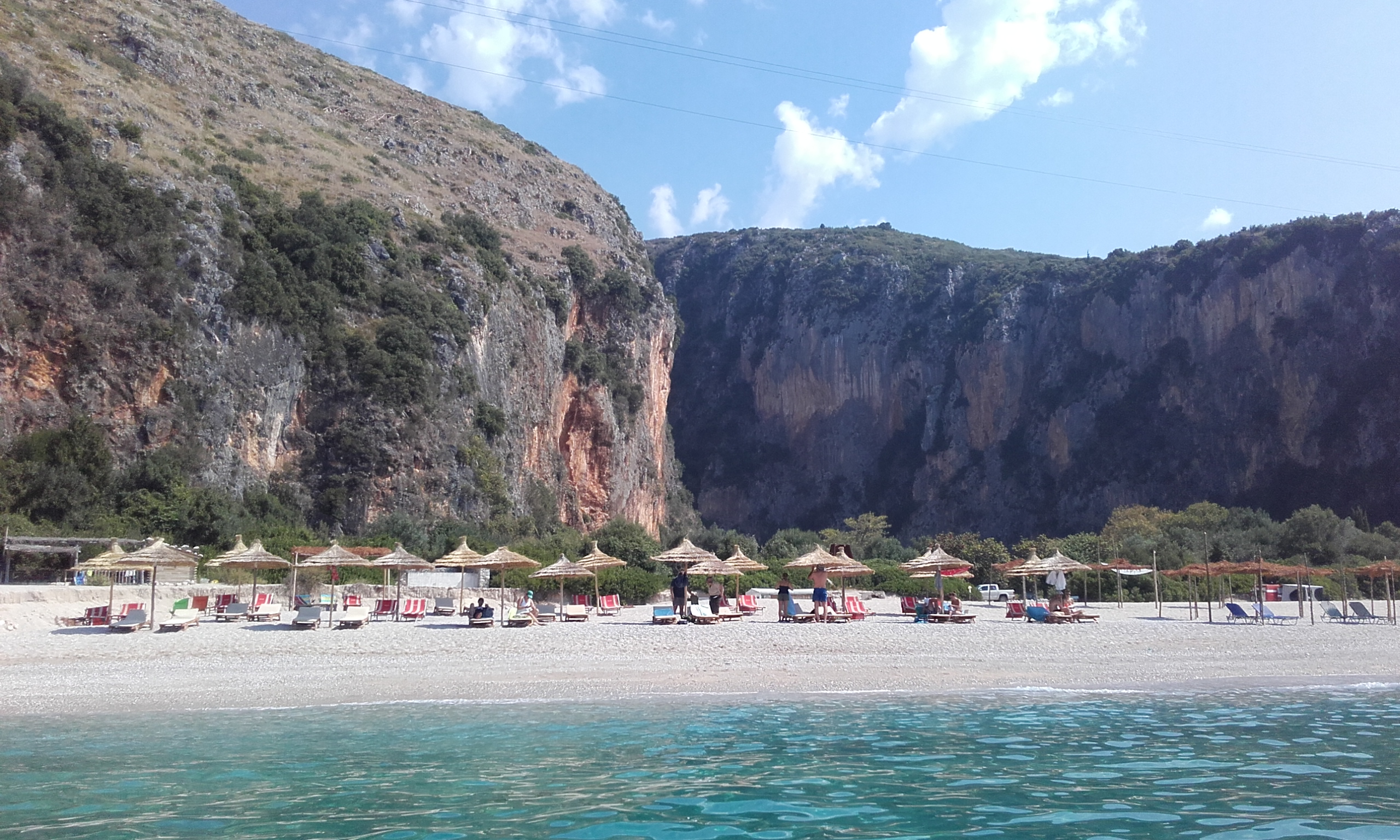
Vue de Gjipe
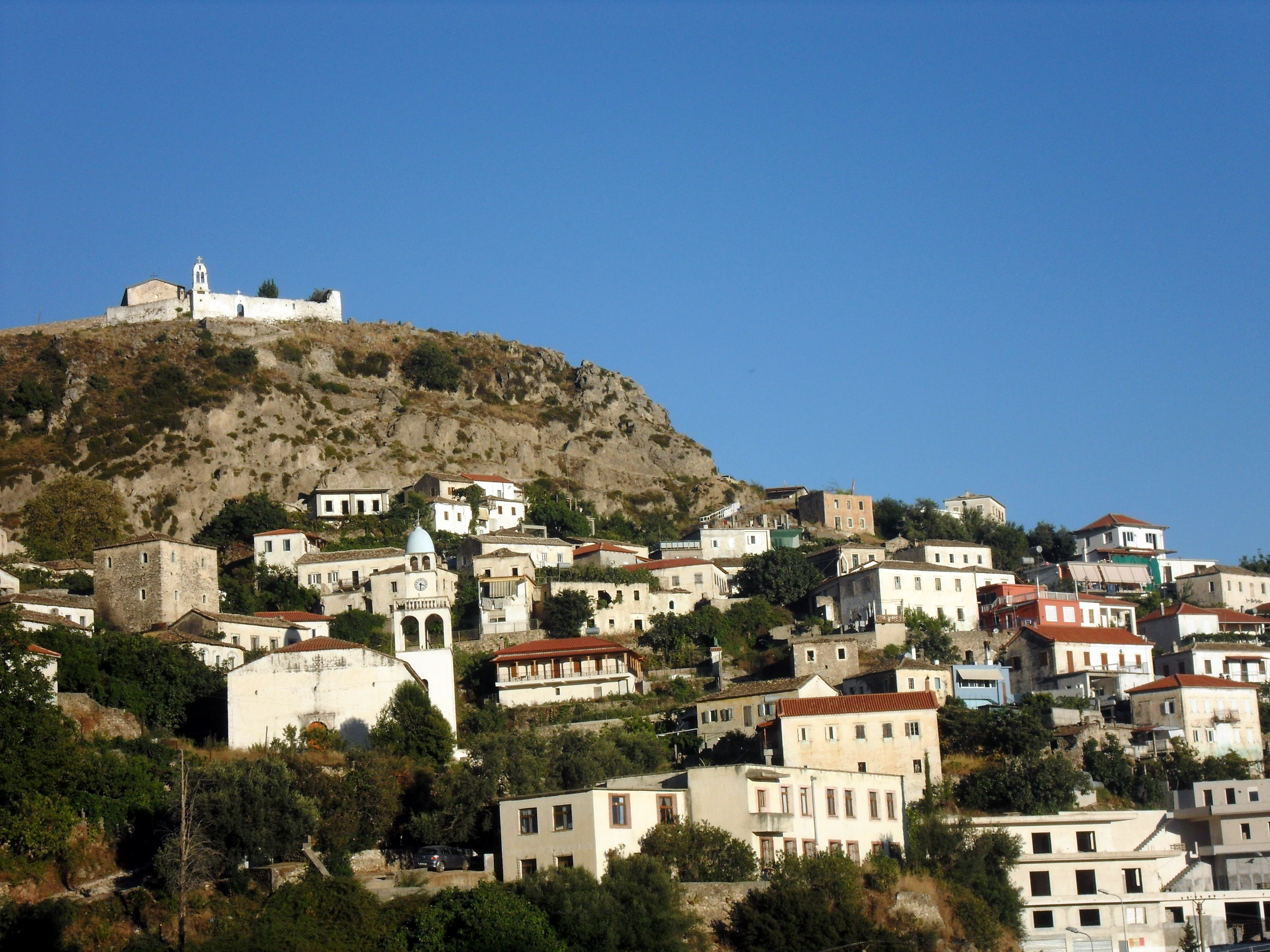
Dhërmi
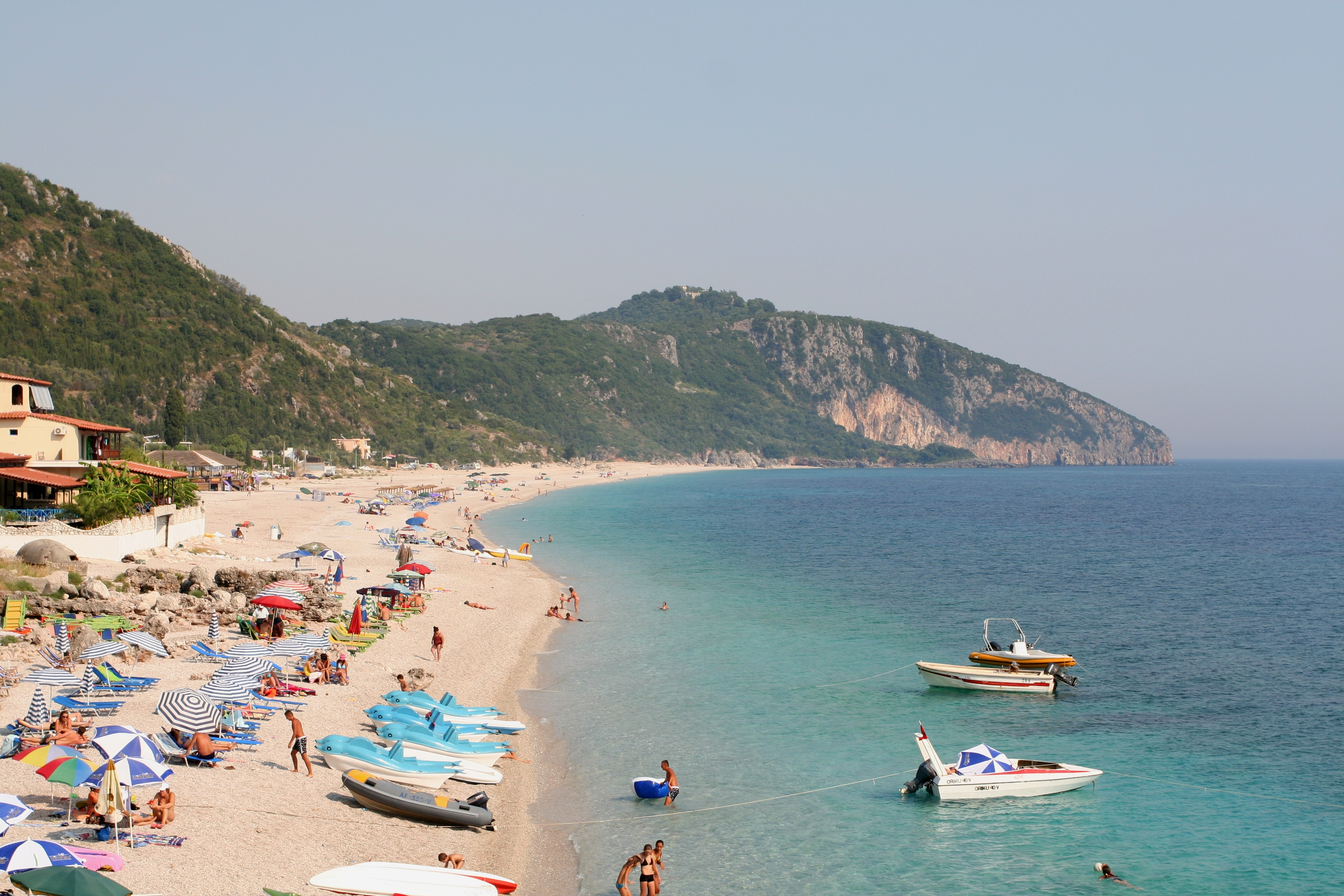
Plage de Dhërmi
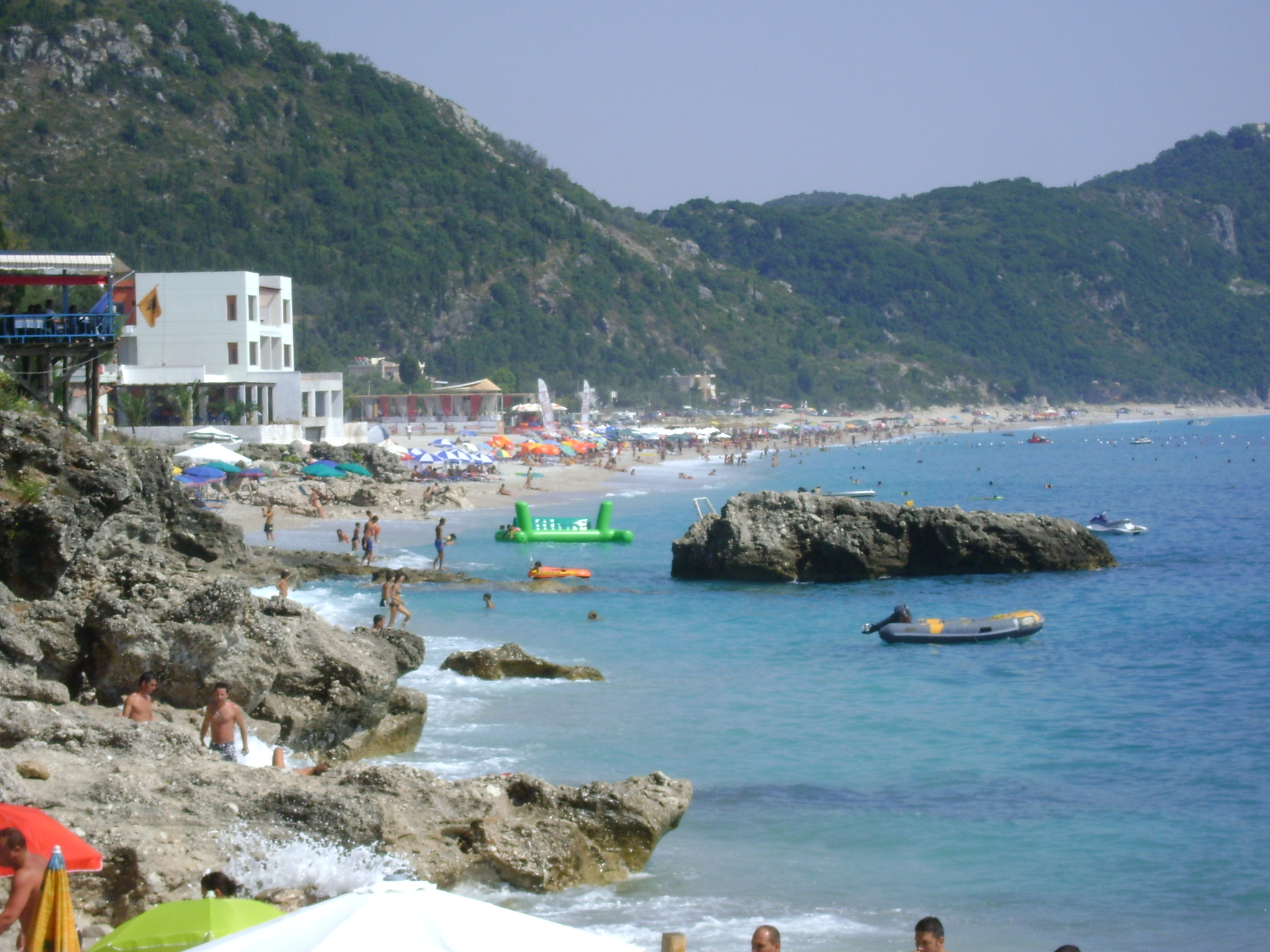
Plage de Dhërmi
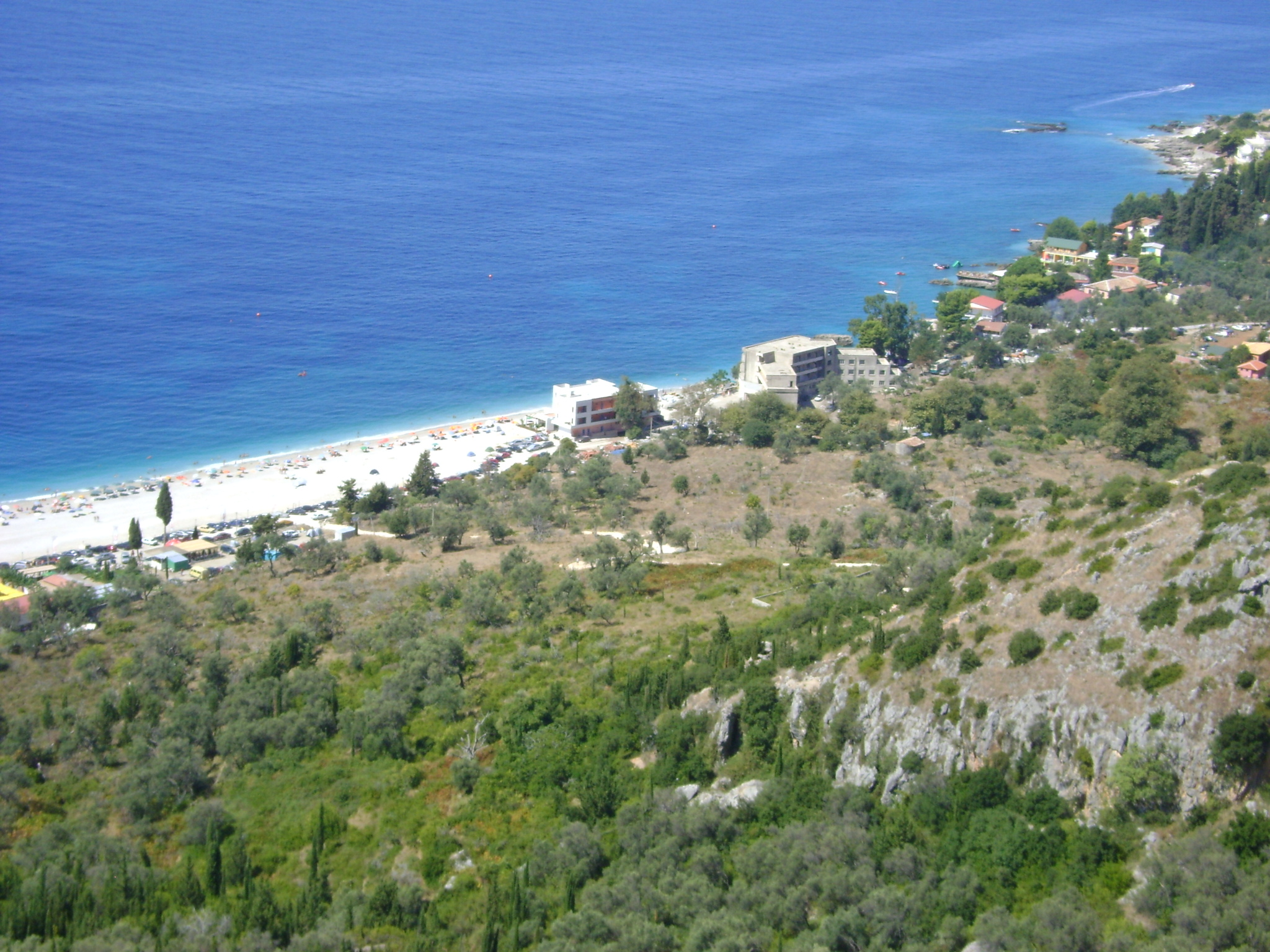
Plage à "Camp"
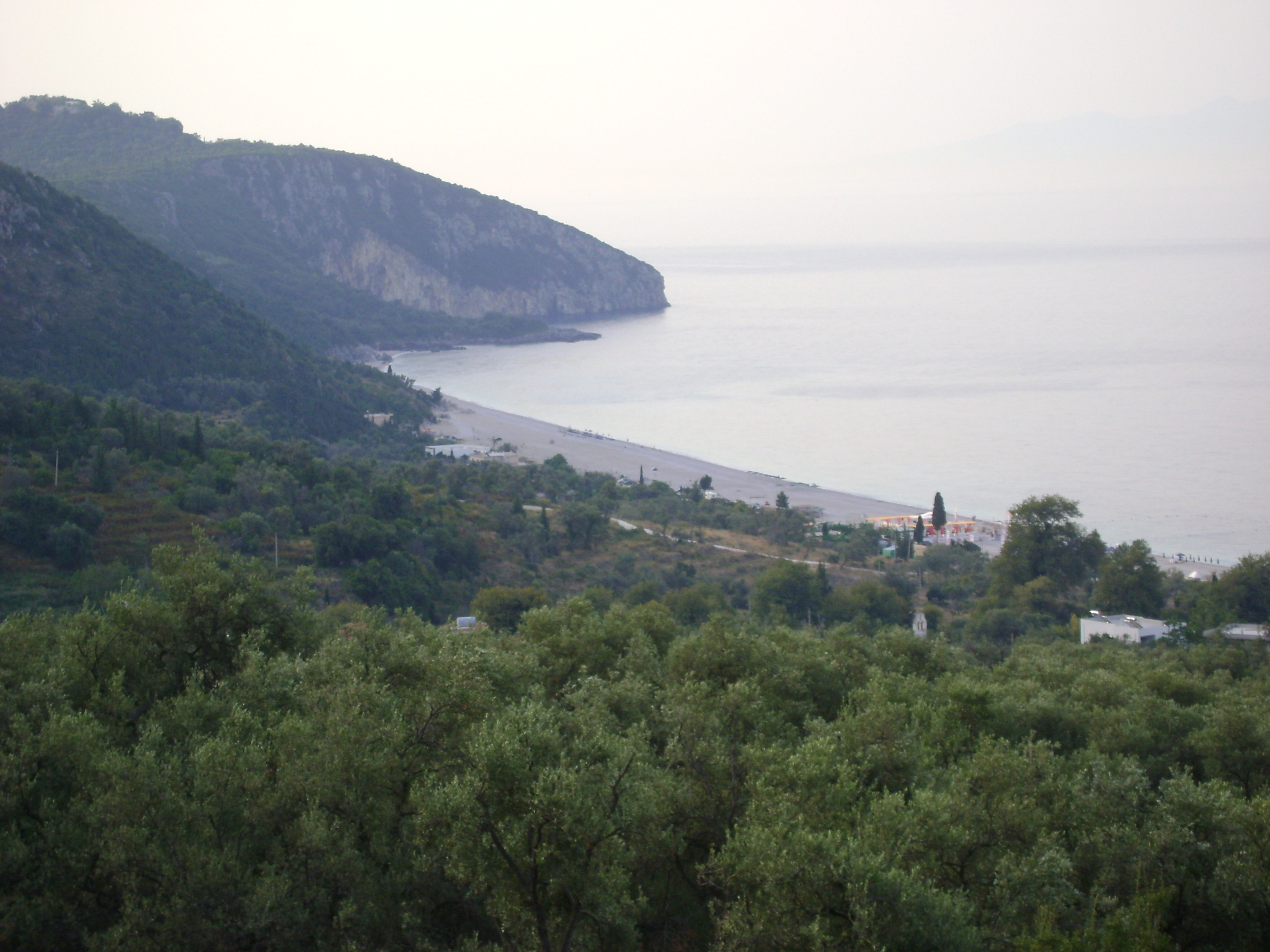
Dhërmi, longue plage
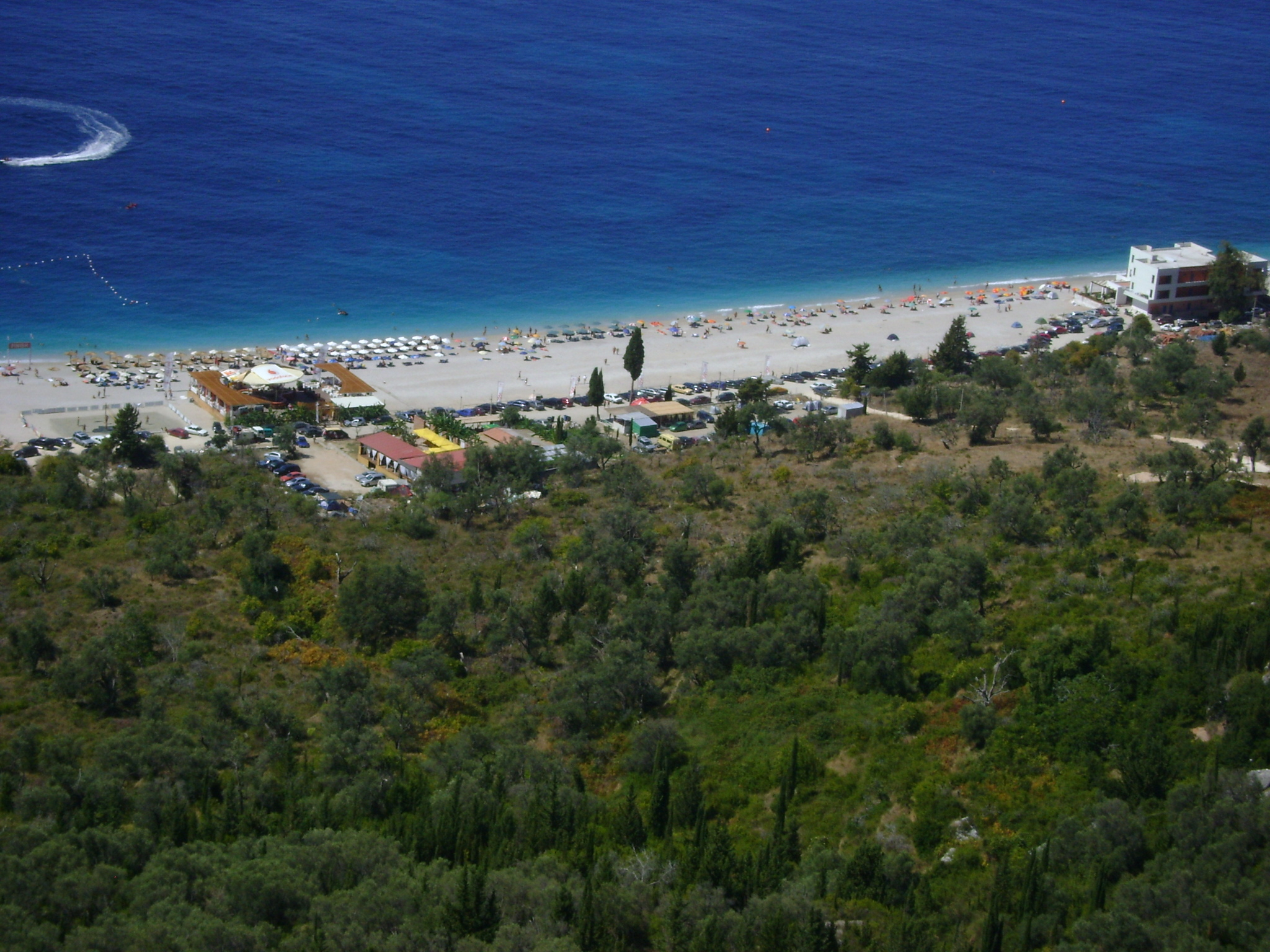
Bar de la plage à "La Havane "
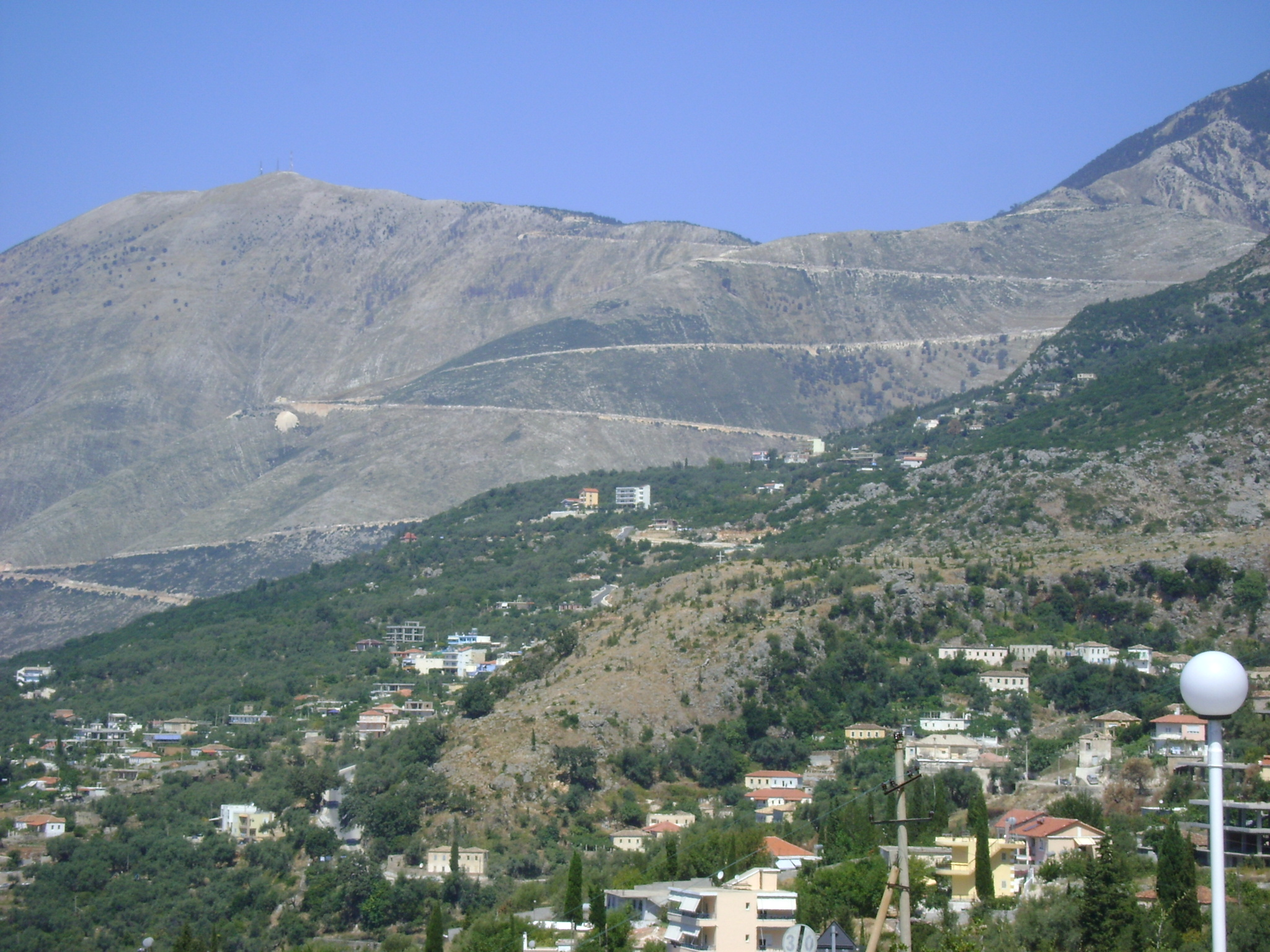
Les monts Cérauniens (Llogara)
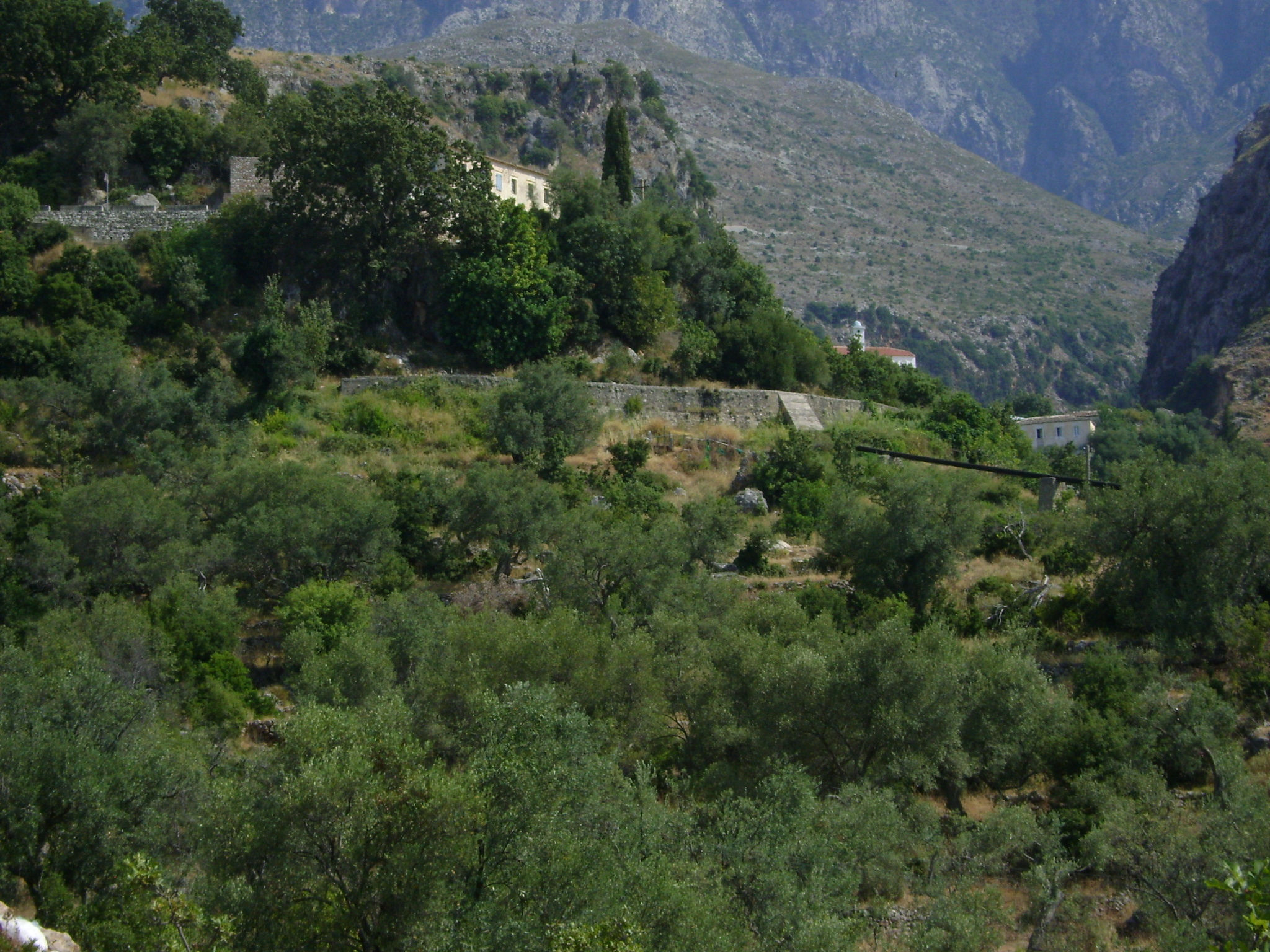
Gogo Leka

## Voir également
- Grecs en Albanie
- Tunnel de Llogara
- Riviera albanaise

## Sources
- Nataša Gregorič, « Storytelling as a spatial practice in Dhërmi/Drimades of southern Albania », Anthropological Notebooks, vol. 2, no 14,‎ 2008, p. 5 (lire en ligne [PDF], consulté le 28 novembre 2009)